# Vincenza Rando
Vincenza Rando (Niscemi, 9 giugno 1958) è una politica italiana, dal 13 ottobre 2022 senatrice della Repubblica per il Partito Democratico.

## Biografia
Nata a Niscemi (Caltanissetta), nel 1985 si laurea in giurisprudenza all'Università di Palermo. Di professione è avvocato, patrocinante in cassazione, ed è titolare di due studi, uno a Niscemi e uno a Modena, dove si è trasferita negli anni 2000.
È stata consulente legale di numerosi enti pubblici e società.
Da sempre impegnata nel volontariato e nella cooperazione internazionale, si è occupata in particolare della lotta alla mafia, e dal 2006 è componente dell'ufficio di presidenza nazionale dell'associazione Libera. Associazioni, nomi e numeri contro le mafie, arrivando a ricoprire il ruolo di vicepresidente. Nel settembre 2024, durante un'intervista per il New Yorker, il presidente e fondatore di Libera, Don Luigi Ciotti, ha dichiarato di aver supervisionato per decenni, insieme alla stessa Rando, un'operazione segreta per aiutare donne fuggite da famiglie o attività criminali a ricostruire la propria vita in altri luoghi.

## Attività politica
Inizia la propria attività politica alle elezioni comunali del 1989, quando viene eletta consigliere comunale di Niscemi nelle liste del Partito Comunista Italiano, che nel 1991 diventa Partito Democratico della Sinistra. Viene riconfermata alle elezioni comunali del 1994 e del 1998, divenendo prima vicesindaco, poi assessore ad Attività produttive, Gemellaggi, Lavoro e Lavori Pubblici nelle giunte di centrosinistra presiedute da Salvatore Liardo. Rimane in carica fino al 2000, quando la giunta comunale è sfiduciata. Alle elezioni comunali del 2000 è candidata a sindaco di Niscemi, sostenuta da una coalizione di centrosinistra: ottiene il 34,6% al primo turno, contro il 48,7% dello sfidante di centrodestra Mario Parrimuto, che vince al ballottaggio con il 62,01% contro il 37,09% di Rando.
Alle elezioni politiche anticipate del 2022 si candida al Senato della Repubblica nel collegio uninominale Emilia-Romagna - 02 (Modena) per il centrosinistra (in quota Partito Democratico, pur non essendo iscritta) e viene eletta con il 37,78% davanti a Enrico Aimi del centrodestra (36,37%) e a Maria Laura Mantovani del Movimento 5 Stelle (10,83%).
Ad aprile 2023 viene nominata responsabile con delega al contrasto alle mafie, legalità e trasparenza nella segreteria nazionale del PD guidata da Elly Schlein.